# Gymnopilus aeruginosus
Gymnopilus aeruginosus es una especie de hongos basidomisetos del género Gymnopilus, familia Strophariaceae.

## Sinónimos
- Pholiota aeruginosa Peck

## Características
Es un hongo que crece en racimos en zonas húmedas y boscosas, entre la madera muerta de las coníferas en los meses de otoño e invierno, es común en el noroeste del océano Pacífico, en algunos estados del sur de Estados Unidos y además en Japón y Corea. El  píleo es convexo y alcanza los 15 centímetros de diámetro, tiene colores variados, pueden ser verde azulado y a veces rosados, con una superficie escamosa y seca. El estípite puede medir hasta 12 centímetros de largo y alcanzar 1,5 centímetros de grosor, el color es parecido siempre al del sombrero.
La superficie de este hongo contiene psilocibina.

## Comestibilidad
Es un hongo no comestible.